# Любневиці (гміна)
Гміна Любневіце (пол. Gmina Lubniewice) — місько-сільська гміна у північно-західній Польщі. Належить до Суленцинського повіту Любуського воєводства.
Станом на 31 грудня 2011 у гміні проживало 3134 особи.

## Площа
Згідно з даними за 2007 рік площа гміни становила 129.76 км², у тому числі:
- орні землі: 23.00%
- ліси: 67.00%

Таким чином, площа гміни становить 11.02% площі повіту.

## Населення
Станом на 31 грудня 2011:
| Опис     | Загалом | Загалом | Чоловіки | Чоловіки | Жінки | Жінки |
| -------- | ------- | ------- | -------- | -------- | ----- | ----- |
| одиниця  | осіб    | %       | осіб     | %        | осіб  | %     |
| все      | 3134    | 100     | 1555     | 49.62    | 1579  | 50.38 |
| міське   | 2032    | 100     | 992      | 48.82    | 1040  | 51.18 |
| сільське | 1102    | 100     | 563      | 51.09    | 539   | 48.91 |

## Сусідні гміни
Гміна Любневіце межує з такими гмінами: Бледзев, Дещно, Кшешице, Суленцин.